# Dremove, Nedrîhailiv
Dremove (în ucraineană Дремове) este un sat în comuna Zasullea din raionul Nedrîhailiv, regiunea Sumî, Ucraina.

## Demografie
Componența lingvistică a localității Dremove
     Ucraineană (98,9%)
     Rusă (1,1%)
Conform recensământului din 2001, majoritatea populației localității Dremove era vorbitoare de ucraineană (98,9%), existând în minoritate și vorbitori de rusă (1,1%).